# Emma Knox
Emma Knox (Dampier, 2 de março de 1978) é uma jogadora de polo aquático australiana, medalhista olímpica.

## Carreira
Emma Knox fez parte dos elencos medalha de bronze de Pequim 2008.